# Stefan Gärtner
Stefan Gärtner (* 29. August 1973 in Gießen) ist ein deutscher Schriftsteller und Satiriker.

## Leben und Werk
Gärtner studierte Geisteswissenschaften in Mainz und New York und beendete sein Studium mit einer Arbeit über Eckhard Henscheid. Von 1999 bis 2009 war Gärtner Redakteur der Frankfurter Satirezeitschrift Titanic und dort unter anderem verantwortlich für die Rubrik Briefe an die Leser. Gemeinsam mit Mark-Stefan Tietze und Oliver Nagel trat er als Mitglied der Gruppe Die jungen Redakteure bei Lesungen auf. Von 2010 bis 2013 war Gärtner Kolumnist des Onlinemagazins The European, danach erschien die Kolumne unter neuem Titel auf der Titanic-Homepage (bis November 2020). Gärtner schreibt regelmäßig für die Titanic, insbesondere den politischen Essay, außerdem für die junge Welt, Konkret, das Neue Deutschland und die taz. Seit November 2015 verfasst er für die Zürcher WOZ die Kolumne „Von oben herab“.
2014 gewann Gärtner den satirischen Eckhard-Henscheid-Ähnlichkeitswettbewerb in Frankfurt am Main. Der Autor lebt in Wuppertal.

## Publikationen
- Man schreibt deutsh. Hausputz für genervte Leser. Rowohlt, Reinbek bei Hamburg 2006, ISBN 3-499-62155-X.
- mit Oliver Nagel: Guido außer Rand und Band! Rowohlt, Berlin 2010, ISBN 978-3-87134-692-7.
- Deutschlandmeise. Streifzüge durch ein wahnsinniges Land. Atrium, Zürich 2012, ISBN 978-3-85535-199-2.
- Angéla – Lehrjahre einer Liebeshungrigen. Ein erotisch-historischer Schelminnenroman. Albrecht Knaus Verlag, München 2013, ISBN 978-3-8135-0552-8.
  - Auch als Hörbuch. Gekürzte Lesung, gelesen von Michael Müller, 4 CDs. Deutsche Grammophon Literatur, 2013.
- mit Jürgen Roth: Benehmt euch! Ein Pamphlet. DuMont Buchverlag, Köln 2013, ISBN 978-3-8321-9726-1.
- Putins Weiber. Roman. Rowohlt, Berlin 2015, ISBN 978-3-87134-783-2.
- Terrorsprache. Aus dem Wörterbuch des modernen Unmenschen. Edition Tiamat, Berlin 2021, ISBN 978-3-87134-783-2.[2]
- Tote und Tattoo. Essays, Glossen, Kritik der Dummheit. Edition Tiamat, Berlin 2023, ISBN 978-3-89320-299-7.

### Beiträge (Auswahl)
- Ist das jetzt Satire oder was? Beiträge zur humoristischen Lage der Nation. Satyr Verlag, Berlin 2015.
- Peter Knorr et al. (Hrsg.): 40 Jahre TITANIC – Der endgültige Satire-Soundtrack (5 CDs). WortArt 2019, ISBN 978-3-8371-4857-2.